# Nealeurodicus altissimus
Nealeurodicus altissimus es un hemíptero de la familia Aleyrodidae, con una subfamilia: Aleyrodinae.
Fue descrita científicamente por primera vez por Quaintance en 1900.
Se ha documentado su presencia en México, Centroamérica y Venezuela. Sus enemigos naturales son la Dirphys encantadora y la D. mexicana